# 蔡其昌
蔡 其昌（さい きしょう、ツァイ チーチャン、1969年〈民国58年〉4月16日 - ）は、中華民国（台湾）の政治家。民主進歩党所属の立法委員。

## 経歴
2004年の第6回立法委員選挙では台中県選挙区から出馬し、初当選した。
2008年の第7回立法委員選挙では、選挙区再編により台中県第一選挙区から出馬したが、国民党候補に敗れ落選した。
2012年の第8回立法委員選挙では、台中市第一選挙区から出馬し当選した。
2016年の第9回立法委員選挙では60.13%の得票率で再選、2020年の第10回立法委員選挙でも65％以上の得票率で再選された。
2016年2月1日の立法委員就任と同時に開催された立法院長選挙で、蘇嘉全のペアとして立法院副院長に選出され、民進党籍初の立法院副院長となった。
2021年1月、中華職業棒球大聯盟の会長に就任した。
2022年、台中市長選挙に立候補したが、国民党候補の盧秀燕に敗れた。
2024年の第11回立法委員選挙では、得票率が50%を下回ったものの、国民党と民衆党の統一候補を僅差で破り、再選に成功した。

## 選挙記録
| 年度 | 選挙               | 選挙区           | 所属政党   | 得票数  | 得票率 | 当選 | 注釈         |
| ---- | ------------------ | ---------------- | ---------- | ------- | ------ | ---- | ------------ |
| 2004 | 第6回立法委員選挙  | 台中県選挙区     | 民主進歩党 | 39,804  | 6.29%  |      |              |
| 2008 | 第7回立法委員選挙  | 台中県第一選挙区 | 民主進歩党 | 51,624  | 46.40% |      | 選挙区再編   |
| 2012 | 第8回立法委員選挙  | 台中市第一選挙区 | 民主進歩党 | 81,669  | 54.54% |      | 選挙区名変更 |
| 2016 | 第9回立法委員選挙  | 台中市第一選挙区 | 民主進歩党 | 84,355  | 60.13% |      |              |
| 2020 | 第10回立法委員選挙 | 台中市第一選挙区 | 民主進歩党 | 106,376 | 66.69% |      |              |
| 2022 | 第4回台中市長選挙  | 台中市           | 民主進歩党 | 524,224 | 38.93% |      |              |
| 2024 | 第11回立法委員選挙 | 台中市第一選挙区 | 民主進歩党 | 79,884  | 49.63% |      |              |